# Osteocephalus deridens
Osteocephalus deridens es una especie de anfibios de la familia Hylidae.
Habita en Ecuador y Perú.
Su hábitat natural incluye bosques tropicales o subtropicales secos y a baja altitud. Está amenazada de extinción por la destrucción de su hábitat natural.